# Candice Renoir
Candice Renoir és una sèrie de televisió de detectius francobelga creada per Solen Roy-Pagenault, Robin Barataud i Brigitte Peskine, i emesa des del 19 d'abril de 2013 a France 2.
L'emissió de la temporada 8 va ser interrompuda per France 2 a causa del brot de COVID-19. L'actriu principal, Cécile Bois, va estar afectada per la malaltia i després se'n va recuperar. El rodatge de la temporada 9, que estava previst que comencés el 20 de maig de 2020, es va ajornar a la primavera de 2021. La sèrie finalitzarà amb una desena temporada filmada a la tardor de 2021 i emesa el 2022.

## Sinopsi
Candice Renoir, mare de quatre fills, reprèn la seva feina com a policia, a la BSU de Seta (Erau), després d'haver-ho deixat durant deu anys després d'un acomiadament. Haurà de conciliar la seva vida com a mare i com a comandant de la policia, una missió tant més difícil com li costa ser acceptada pels seus companys: no es porta gens bé amb Yasmine Attia (temporades 1 a 3), i encara menys amb Sylvie Leclerc (temporades 4 i 5), les seves superiors. Afortunadament, pot comptar amb el suport del capità (comissari des de la temporada 6) Antoine Dumas.

## Personatges
- Cécile Bois: comandant Candice Renoir, de soltera Muller, líder d'esquadra
- Raphaël Lenglet: Capità Antoine Dumas (temporades 1 a 3 i episodi 5 de la temporada 4 a la temporada 5) i posteriorment comissari (des de la temporada 6)
- Olivier Cabassut: Capità Armand Marquez, company de Nathalie de l'IJ (des de la temporada 7, episodi 2)
- Yeelem Jappain: Tinent Valentine Atger (des de la temporada 5, episodi 4)
- Ali Marhyar: brigadier en cap Mehdi Badhou (des de la temporada 3, episodi 8)
- Christophe Ntakabanyura: Tinent Ismaël Ndongo (temporada 8, episodis del 2 al 10 i des de l'episodi 6 de la temporada 9)
- François-Dominique Blin: Brigadier en cap Franck Davenne, mort (temporada 6, episodis 2 a 6)
- Gaya Verneuil: Tinent Chrystelle Da Silva (temporades 1 a 5, episodis 9 i 10 convidats de la temporada 9)
- Philippe Duquesne: Brigadier Albert Maruvel (temporada 3, episodis del 5 al 7)
- Mhamed Arezki: brigadier Jean-Baptiste Medjaoui (temporades 1 i 2, temporada convidada 3)
- Samira Lachhab: comissària Yasmine Attia, primera superiora de Candice (temporades 1 a 3)
- Nathalie Boutefeu: comandant Sylvie Leclerc a Montpeller (temporada 3, episodi 9 a la temporada 4, episodi 4) i posteriorment comissària (temporada 4, episodi 6 a la temporada 6, episodi 1)
- Patrick Ligardes: Major Régis Morin (recurrent, temporades 4, 8 i 9)
- Matthieu Penchinat: Paul Périer, el psicòleg que treballa de guàrdia a la BSU (des de la temporada 5)
- Stéphane Blancafort: comandant David Canovas, Brigada de Recerca i Intervenció (BRI). (temporades 2 a 4, temporada convidada 5) També és el company de Candice fins a la seva mort. (temporada 2 a 4)
- Clara Antoons: Emma Renoir, filla gran de Candice
- Etienne Martinelli: Jules Renoir de Candice
- Paul Ruscher: Martin Renoir, un dels bessons de Candice
- Alexandre Ruscher: Léo Renoir, un dels bessons de Candice
- Maëva Pasquali: Bélinda Muller, la germana petita de Candice (temporada 7)
- Fanny Cottençon: Magda Muller, la mare de Candice (temporada 4, episodis 5 i 6)
- Benjamin Baroche: Max Francazal, el segon exmarit de Candice (temporada 5, episodi 8 i de la temporada 6, episodi 6 a la temporada 7, episodi 10)
- Alexandre Varga: Hervé Mazzani, veí de Renoir, fisioterapeuta i xicot de Candice (temporades recurrents 1 i 2, temporada convidada 5)
- Arnaud Giovaninetti: Laurent Renoir, primer exmarit de Candice (temporades recurrents 1 i 2, temporada convidada 6, episodis 4 i 5)
- Lilly-Fleur Pointeaux: Jennifer, l'exnòvia d'Antoine i mare de Suzanne, la filla d'Antoine (des de la temporada 3)
- Hubert Saint-Macary: Harold Dumas de l'Estang, metge, pare d'Antoine Dumas (temporada 5, episodi 5)
- Charlotte de Turckheim (temporada 2, episodi 3) i després Christiane Millet (temporada 3, episodi 3): Isaure de l'Estang, advocada, mare d'Antoine Dumas
- Sébastien Portier: Pierre Dumas de l'Estang, metge, germà d'Antoine (temporada 3, episodis 1 a 3)